# Jocs Florals
Els Jocs Florals (katalanisch für die Blumenspiele, okzitanisch: Jòcs Florals auch Jòcs Floraus)  waren ein mittelalterlicher Dichterwettstreit am okzitanischen Hof in Toulouse und am katalanisch-aragonesischen Hof in Barcelona. Ab 1859, im romantischen Katalonien (und später auch in Valencia und auf den Balearen), wurde dieser Wettstreit wiederbelebt. Unter der von Antoni de Bofarull in die neuzeitlichen Jocs Florals von Barcelona eingebrachten Devise Patria, Fides i Amor wurde die beste patriotische Dichtung mit der Englantina d’or, dem goldenen Jasmin, die beste religiöse Dichtung mit der Viola d’or oder der Viola d’argent, dem silbernen oder goldenen Veilchen, und die beste Liebesdichtung mit der Flor natural, meist einer roten Rose, ausgezeichnet. Während die Rose verblühte, lebte das ausgezeichnete Liebesgedicht ewig fort und machte den Dichter in diesem unsterblich.

## Die mittelalterlichen Jocs Florals von Toulouse und Barcelona
Der mittelalterliche Dichterwettstreit scheint vom Fest für die Göttin Flora im antiken Rom, das jeweils Ende April gefeiert wurde, inspiriert zu sein. 1323 wurde in Toulouse das Sobregaya Companhia dels Set Trobadors (Freudevolle Versammlung der sieben Troubadoure), ein Dichterwettbewerb, ins Leben gerufen, um die Troubadour-Lyrik und die Poetik in okzitanischer Sprache wiederzubeleben. Der erste Wettbewerb fand im Mai 1324 statt. Mit dem goldenen Veilchen wurde Arnaud Vidal de Castelnaudari ausgezeichnet. Im 15. Jahrhundert wurden diese festartigen Dichterwettbewerbe am Hof in Toulouse immer seltener gefeiert, wohl ein letztes Mal im Jahr 1484. Die Normen für den Wettbewerb hinsichtlich der Grammatik und der Poetik wurden von dem Toulouser Juristen Guilhem Molinier verfasst. Diese sind uns in drei Fassungen erhalten. 1.) Las leis d'amors (1328–1337, in Prosa-Form), 2.) Las flors del gay saber (1337–1343, in kompakter Versform) und 3.) in einer weiteren Prosaform (1355–1356). Im Rahmen dieser Dichterspiele entstanden ungefähr 100 Gedichte meistens mit religiöser Thematik, die thematisch weit entfernt von der Minnedichtung der Troubadoure lagen.
Erste Verbindungen aus Katalonien mit dem Stadtrat von Toulouse ergaben sich über Joan de Castellnou aus dem Roussillon, der mit Alfons III. und dessen Bruder Peter (Père) enge Verbindungen hatte. Aus diesen Beziehungen ergaben sich zahlreiche katalanische Beteiligungen an dem okzitanischen Dichterwettbewerb: Joan Blanc, Jaume Rovira, Bernat de Palaol, Llorenç Mallol, scheinbar auch Joan Basset, Gabriel Ferrús, Lluís Icart und Guillem de Masdovelles. Ein erster katalanischer Dichterwettbewerb, von dem wir nicht genau wissen, ob er wirklich der erste war, wahrscheinlich auf königliche Initiative hin, wurde 1338 in Lleida gefeiert. Jaume Marc und Lluís d’Averçó erhielten von Joan I. am 20. Februar 1393 das Recht, die Spiele (Gaia Ciència) in Barcelona zu organisieren. Sie organisierten zwei dieser Wettbewerbe 1394 und 1395, die die Stadt Barcelona bezahlte. Martin I. von Aragon setzte die Gaia Ciència, die Dichterspiele, ab dem 1. Mai 1398 wieder ein und verlieh ihnen königliche Autorität. Ferdinand I. von Aragon bestätigte das Konstrukt von 1398, dass das Rathaus von Barcelona die Organisatoren der Spiele zu benennen hatte. Von diesen mittelalterlichen Barceloneser Jocs Florals sind nur wenige Werke erhalten. Mit Sicherheit nahmen an diesen Wettbewerben Gilabert de Pròixida und Guillem de Masdovelles teil, mit großer Wahrscheinlichkeit auch Andreu Febrer. Andere genannte Namen können nicht ohne weiteres bestätigt werden. Ohne die Jocs Florals von Tolosa herabsetzen zu wollen, boten die Jocs Florals von Barcelona klarer die Möglichkeit, die Troubadourdichtung des 14. und des beginnenden 15. Jahrhunderts zu verbreiten. Im 15. Jahrhundert wurden dann diese Wettbewerbe eingestellt. Erst ab 1859 wurden die Jocs Florals de Barcelona und ab 1879 die Jocs Floral de Lo Rat Penat in Valencia und später ab 1924 die Jocs Florals im Roussillon, die Companyia Literària de la Ginestra d'Or, etabliert.

## Die romantischen Jocs Florals von Barcelona
Joan Cortada, Josep Lluís Pons i Gallarza, Víctor Balaguer, Manuel Milà i Fontanals, Joaquim Rubió i Ors, Miquel Victorià Amer und Antoni de Bofarull beantragten im März 1859 bei der Stadtverwaltung von Barcelona die Wiedereinsetzung der Jocs Florals beziehungsweise der Gaia Ciència, der fröhlichen Wissenschaft, die ursprünglich im Jahr 1393 von Johann I. von Aragon ins Leben gerufen waren. Ziel dieser romantischen Jocs Florals war es, die in den Jahrhunderten kastilischer Vorherrschaft verlorene katalanische Identität und Kultur neu zu finden und zu festigen. Die Stadt Barcelona griff diesen Vorschlag konstruktiv auf. Sie stellte ein jährliches Budget für die Ausstattung der ersten drei Preise zur Verfügung. Die Schirmherrschaft und damit den Schutz dieser Feierlichkeiten übernahm das sogenannte Consistori del Jocs Florals, das aus dem Bürgermeister der Stadt und seinen beiden Beisitzern bestand. Konkret hatte dieses Konsistorium eine Institution zu kontrollieren und zu fördern, die die mittelalterlichen Könige von Katalonien und Aragon gegründet hatten. Spezieller sollten diese Dichterspiele die Jugend dazu ermuntern, die katalanische Sprache und Kultur zu fördern und weiterzuentwickeln.
Am ersten Mai-Sonntag 1859 wurden die ersten Jocs Florals der Neuzeit in Barcelona in der Sala de Consell de Cent eröffnet. Unter der Präsidentschaft von Antoni Milà leiteten insgesamt sieben Verantwortliche, die auch als Preisjury fungierten, den Wettbewerb. Diese Jury wurde jedes Jahr neu gewählt. Zusätzlich gab es ein permanente Leitungsstruktur aus einem eigentlichen Leitungsgremium und einen Aufsichtsrat. In manchen Jahren, vor allem während der Jocs Floral im Exil wurde jeweils ein Ehrenkomitee gegründet, das die Dichterspiele organisierte. Es gab drei reguläre Preise: Die Englantina (der großblütige Jasmin) für die beste patriotische Dichtung. Die Viola (Das Veilchen) für die beste religiöse Dichtung. Die Flor natural (Die natürliche Blume, meist eine rote Rose) für die beste Liebesdichtung. Zusatzpreise wurden von privaten und öffentlichen Sponsoren gestiftet. Konnte ein Dichter drei Jahre hintereinander einen dieser drei regulären Preise gewinnen, durfte er sich Mestre en gai saber, Meister der fröhlichen Wissenschaft, nennen. Solches gelang folgenden Poeten: Joaquim Rubió i Ors, Marià Aguiló, Josep Lluís Pons i Gallarza, Àngel Guimerà, Jacint Verdaguer, Víctor Balaguer, Miquel Costa i Llobera, Joan Alcover, Joan Maragall, Josep Carner und Josep Maria de Sagarra.
Die Jocs Florals wurden von 1859 bis 1936 mit zwei Ausnahmen jährlich in Barcelona durchgeführt. Im Jahr 1902 hatte die militärische Führung des Landes die Durchführung des Wettbewerbes in Barcelona untersagt. In diesem Jahr fand der Wettbewerb in Sant Martí de Canigou in Südfrankreich statt. Im Jahr 1924 wurde der Wettbewerb in Toulouse durchgeführt. Insgesamt brachte dieser Wettbewerb für die Katalanische Renaixença starke Impulse. Bereits gegen Ende des 19. Jahrhunderts wurde er anachronistisch. Vor allen Dingen brachte er der Normierung der modernen katalanischen Sprache durch Pompeu Fabra massiven Widerstand entgegen. Diese moderne katalanische Sprachnorm wurde im Umfeld dieses Dichterwettbewerbes erst ab 1934 weitgehend akzeptiert. Schon 1914 hatte Carner, damals Mitglied des Aufsichtsrates, die Jocs Florals versucht zu modernisieren.
Im Jahr 1936, nach 77 Jahren, wurde die Tradition der Jocs Florals in Barcelona durch den Bürgerkrieg unterbrochen. Jocs Florals wurden von 1940 bis 1970 an jedem ersten Mai-Sonntag als Privatveranstaltung in Barcelona durchgeführt. Ab 1941 bis 1977 nahm man die jährlichen Jocs Florals de la Llengua Catalana im Exil auf. Diese fanden unter anderem in Zürich (1968), in Tübingen (1970), in Genf und letztmals 1977 in München statt. 1978 konnte dann der Dichterwettbewerb wieder in Barcelona durchgeführt werden. Von 1984 bis 2005 wurden nur noch die drei originalen Blumenpreise vergeben. 2006 konsolidierte man die drei Preise in den einen Premi de Poesia Jocs Florals de Barcelona. Der Gewinner darf sich mit dem Titel Poeta de la Ciutat de Barcelona schmücken.

### Preisträger

#### Romantische Jocs Florals von Barcelona
| - 1865 – Jeroni Rosselló i Ribera - 1866 – Marià Aguiló i Fuster - 1867 – Josep Lluís Pons i Gallarza - 1871 – Jaume Collell i Bancells - 1875 – Frederic Soler - 1877 – Àngel Guimerà | - 1879 – Narcís Oller - 1880 – Jacint Verdaguer - 1885 – Ramon Picó i Campamar - 1888 – Emili Guanyavents i Jané - 1898 – Francesc Badenes i Dalmau | - 1900 – Guillem August Tell i Lafont - 1902 – Miquel Costa i Llobera - 1903 – Joan Maragall - 1908 – Apel·les Mestres - 1914 – Manuel Folch i Torres |

#### Mit der Flor natural Ausgezeichnete von 1984 bis 2005
| - 1984 – Jordi Pàmias i Grau - 1987 – Jacint Sala - 1990 – Carls M. Sanuy - 1993 – Jacint Sala - 1996 – Josep Navarro - 1999 – Raimon Àvila - 2002 – Lluís Calvo - 2005 – Jordi Julià | - 1985 – Joan Margarit - 1988 – Jaume Pomar - 1991 – Jaume Pomar - 1994 – Antoni Vidal Ferrando - 1997 – Antoni Puigverd - 2000 – Manuel Forcano - 2003 – Sebastià Alzamora | - 1986 – Pere Font - 1989 – nicht vergeben - 1992 – Àlex Susanna - 1995 – Ponç Pons - 1998 – Joaquim Español - 2001 – Hèctor Bofill - 2004 – Joan-Elies Adell |

#### Premi de poesia Jocs Florals de Barcelona ab 2006
| - 2006 – Jordi Valls i Pozo - 2009 – Jaume Bosquet - 2010 – Lluís Roda - 2013 – Àngels Gregori - 2014 – Marcel Riera - 2017 – Pau Vadell | - 2007 – Maria Josep Escrivà - 2009 – Jordi Julià - 2011 – Albert Roig - 2013 – Carles Miralles - 2015 – Miquel de Palol - 2018 – Hilari de Cara | - 2008 – Josep Lluís Aguiló - 2012 – Carles Hac Mor - 2014 – Melcion Mateu - 2016 – Eduard Sanahuja |

## Die valencianischen Jocs Florals von Lo Rat Penat
Bereits 1859 hatte Marià Aguiló einen literarischen Wettstreit organisiert, bei dem Victor Balaguer, Teodor Llorente und Vicent Venceslau Querol die Preise gewannen. Ab 1879 organisierte der Kulturverein Lo Rat Penat (Die Fledermaus) in Valencia reguläre Jocs Florals. Sie wurden von Beginn an bilingual, d. h. katalanisch und spanisch, durchgeführt. Diese Jocs Florals von Lo Rat Penat entwickelten sich sehr schnell zu einem sozialen Ereignis. Es nahmen sehr viele Künstler und auch Politiker teil. Die Einführungsreden von Kuratoren waren häufig politisch geprägt. Zahlreiche valenzianische, aber auch Teilnehmer aus den anderen katalanischsprachigen Gebieten nahmen an diesen Wettbewerben teil. Von 1936 bis 1939, während des Spanischen Bürgerkrieges, waren diese Wettbewerbe unterbrochen. Neben den Poesiewettbewerben gab es auch Preise für Prosa, Musik, Theater und Geschichte. Insgesamt haben diese Wettbewerbe die katalanische Sprache und Kultur in den valenzianischen Gebieten gestärkt.